# Venture catalyst
Venture Catalyst är ett företag som förmedlar investeringar i form av arbetsinsatser istället för kapital. Namnet är en travesti på uttrycket Venture Capital, alltså riskkapital. Förkortas VenCat.
Ett företag som erbjuder VenCat-tjänster erbjuder främst arbetsinsatser snarare än kapital. Om ett VenCat-företag investerar kapital så brukar det röra sig om små belopp. Vanliga tjänster och arbetsinsatser är styrelsearbete, affärsutveckling, kapitalanskaffning och juridisk rådgivning i samband med kapitalanskaffning. I Sverige är det ovanligt med VenCat-företag, men Momentor och Corporate Engineering är två exempel.